# Fleece-Gletscher
Der Fleece-Gletscher ist ein Gletscher an der Oskar-II.-Küste des Grahamlands auf der Antarktischen Halbinsel. Er mündet 2,5 km östlich des Moider Peak in die Nordflanke des Leppard-Gletschers.
Das UK Antarctic Place-Names Committee benannte den Gletscher 1976 nach dem Smut Fleece auf dem Walfänger Pequod in Herman Melvilles 1851 veröffentlichtem Roman Moby-Dick.